# Erebuni, Jerevan

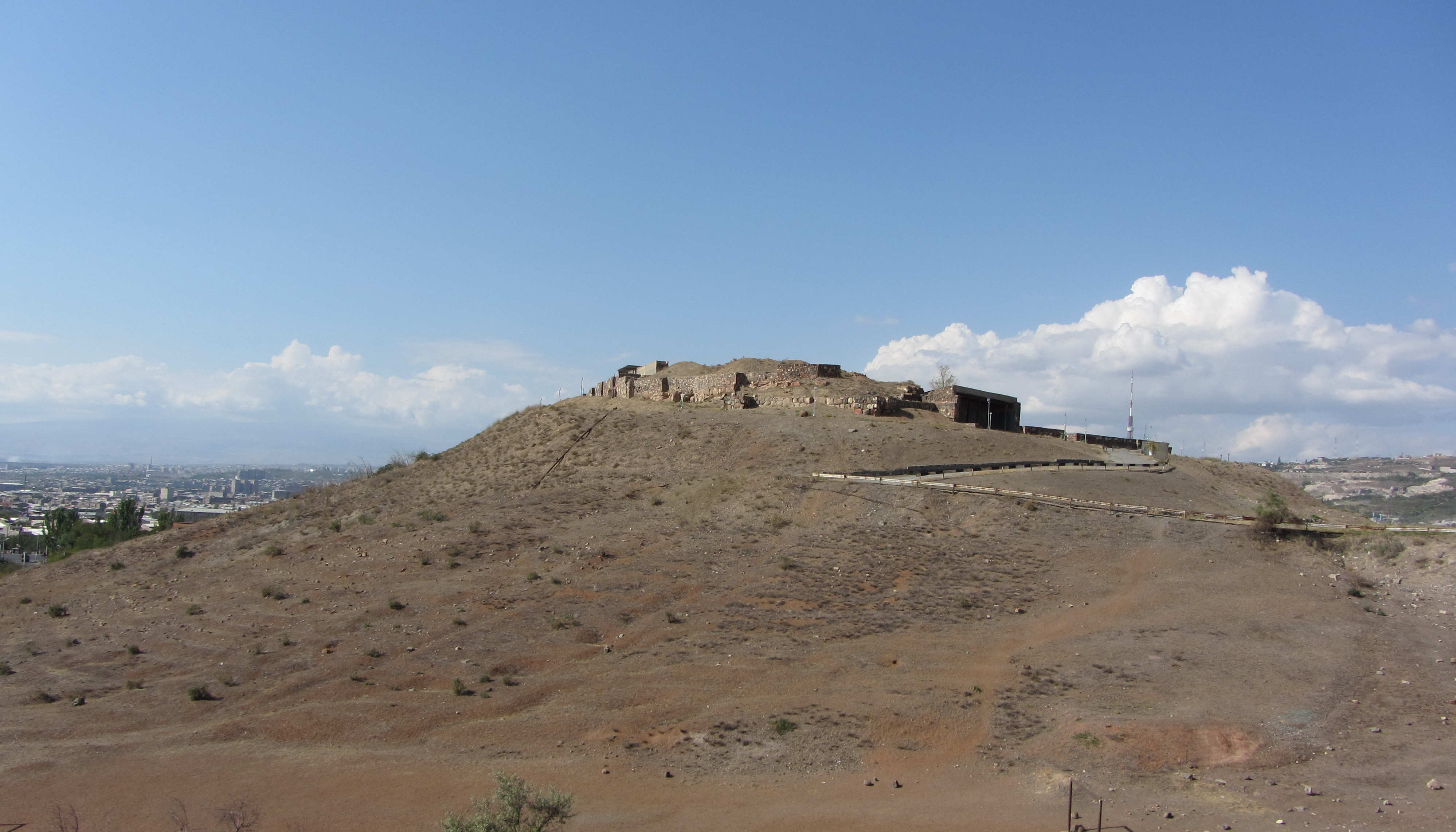
Erebunifästningen

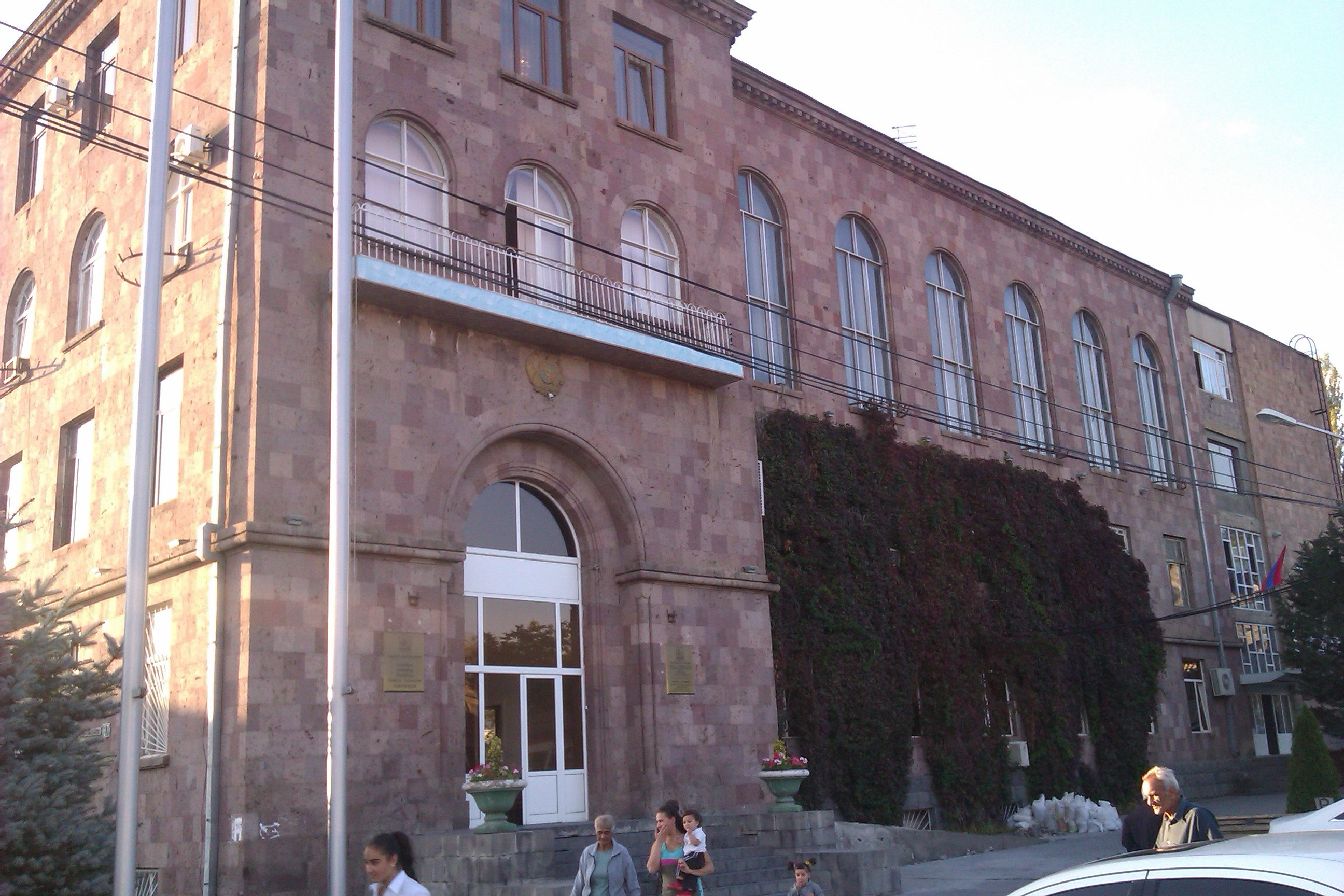
Erebuni distriktsadministrationshus

Erebuni (armeniska: Էրեբունի վարչական շրջան, Erebuni varčakan šrĵan) är ett av de tolv distrikten i Jerevan i Armenien. Erebumi ligger i den sydöstra delen av staden, där Erebunifästningen från 700-talet före Kristus också ligger. Denna har gett namn till staden Jerevan. Erebuni gränsar mot Shengavit i väster, Kentron, Nork-Marash och Nor Nork i norr, Kotajkprovinsen i öster och Nubarashen i söder. 

## Historia
Den urartiska fästningen Erebuni grundades 782 före Kristus av kung Argishti I.
Under kungariket Urartus storhetstid byggdes bevattningskanaler och dammar i Erebuni och omgivande territorier. 
Under 1900-talet expanderade staden Jerevan successivt och kom att inkludera det tidigare området Erebuni. År 2016 beräknades invånarantalet vara omkring 126.500.
Mushavan och Verin Jrashen, tidigare byar i Jerevans östra utkant, inkorporerades i staden 1965. 

## Sevärdheter
- Erebunifästningen
- Vattenresrvoiren från urartisk tid, Vardavardammen i Lyonparken, som kan dateras tillbaka till 700-talet för Kristus.
- Statyn av David av Sasun, nära järnvägsstationen, rest 1959.
- Erebunimuseet ligger nära Erebunifästningen.
- Statyn av Argishti I, nära Erebunimuseet, rest 2002.
- Armeniens järnvägsmuseum ligger i Jerevans järnvägsstation.

I Erebuni ligger Jerevans andra flygplats, Erebuni flygplats. Efter självständigheten har Erebuni flygplats huvudsakligen använts som militär flygbas för ryska flygplan och för privatflyg. Armeniens flygvapen har också sin bas där. 

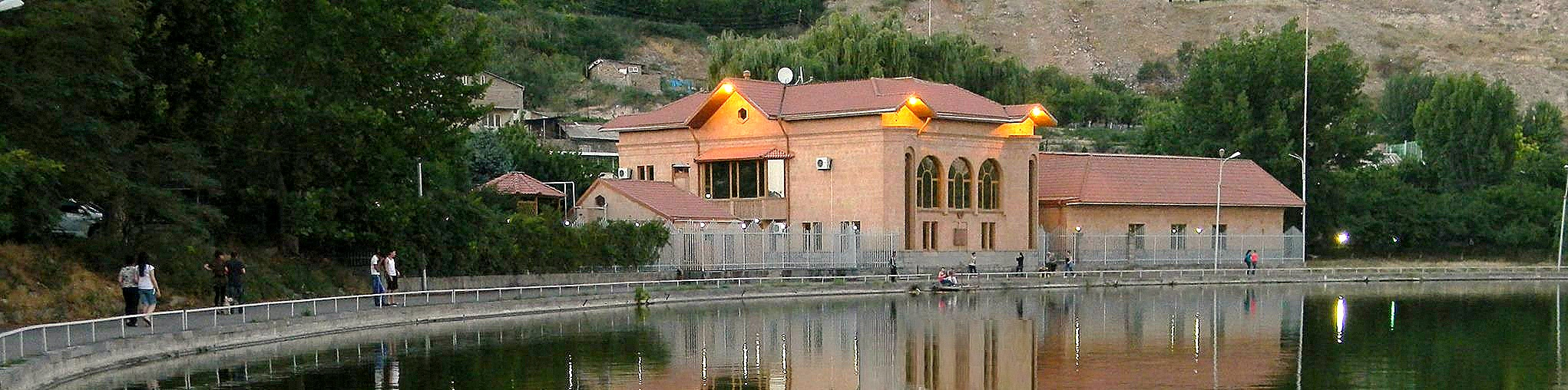
Vardavardammen i Lyonpaken